# Simsay Ildikó
Simsay Ildikó (Budapest, 1942. október 19. – Budapest, 1997. április 28.) festőművész, grafikus.

## Pályafutása
1961 és 1967 között a Magyar Iparművészeti Főiskola festő szakán tanult, mesterei Blaskó János, Ridovics László és Z. Gács György. 1965 és 1970 között minden nyáron eltöltött egy-egy hónapot a Paksi Művésztelepen, itt Gábor Jenőtől és Gyarmathy Tihamértől tanult. 1991-ben hozta létre a Folyamat Társaságot. A Képző- és Iparművészeti Társaságok Szövetségének, az MFT-nek, a Magyar Vízfestők Társaságának és a VUDAK-nak is tagja volt. 

#### Simsay Ildikó-díj
Emlékére 1998-ban a Magyar Képzőművészeti és Iparművészeti Társaságok Szövetsége (MKITSZ) – a társegyesületei tagsága körében, a művésztársak érdekében kifejtett közösségi munka jutalmazására – megalapította a Simsay Ildikó-díjat.

## Családja
1968-ban férjhez ment Szily Géza festőművészhez, gyermekei: László (1970) újságíró, Sarolta (1974) filmoperatőr, világítástervező.

## Díjai, elismerései
- 1981: I. Festészeti Triennálé II. díja, Szolnok
- 1988: Hatvani Tájképbiennálé aranydiplomája
- 1990: Szolnoki Képzőművészeti Triennálé, I. díj
- 1992: Hatvani Tájképbiennálé bronzdiplomája
- 1993: Hatvani Portré Biennálé bronzdiplomája
- 1993: IV. Képzőművészeti Triennálé díja, Szolnok
- 1994: A Nemzetiségi és Etnikai Kisebbségi Alapítvány Nívódíja
- 1997: 44. Vásárhelyi Őszi Tárlat díja

## Egyéni kiállítások
- 1967 • Béri Balogh Ádám Múzeum, Szekszárd
- 1971 • Csepel Galéria, Budapest
- 1977 • Stúdió Galéria, Budapest
- 1981 • Béri Balogh Ádám Múzeum, Szekszárd
- 1982 • Kossuth Lajos Művelődési Ház, Kölesd
- 1984 • Erdei Ferenc Művelődési Központ, Kecskemét
- 1984 • Galerie Mensch, Hamburg
- 1989 • Im Kaffehaus "Zum heilige Leonard", Bécs
- 1990 • Ostakademie, Königstein in Taunus (D)
- 1991 • Small Galéria, Budapest
- 1991 • Bonifaziushaus, Fulda
- 1992 • Schloß, Deufringen
- 1992 • Galerie I, Airport Hotel Hamburg
- 1995 • Art Forum et Galerie, Mülheim
- 1996 • Szerb templom, Balassagyarmat
- 1997 • Emlékkiállítás, Vigadó Galéria, Budapest • Szolnoki Galéria, Szolnok.

## Válogatott csoportos kiállítások
- 1969-76 • Stúdió-kiállítás, Ernst Múzeum, Budapest
- 1975 • A kecskeméti művésztelep alkotóinak kiállítása, Cifra Palota, Kecskemét
- 1981 • Festészet, Budapesti Történeti Múzeum, Budapest • III. Képzőművészeti Triennálé, Szolnoki Galéria, Szolnok
- 1986 • Mai Magyar Művészet, Művészetek Háza, Szekszárd
- 1988 • Országos Tájképfestészeti Biennálé, Hatvani Galéria, Hatvan
- 1991 • Barlangkultúra, a Folyamat Társaság kiállítása, Budapest Galéria, Budapest
- 1992 • VI. Országos Rajzbiennálé, Nógrádi Történeti Múzeum, Salgótarján • Az idegen szép, Barcsay Terem, Budapest • Liget Galéria, Budapest
- 1993 • Színes Víz, Ernst Múzeum, Budapest • VII. Képzőművészeti Triennálé, Szolnoki Galéria, Szolnok
- 1994 • KMG, Dunaszerdahely
- 1996 • Grenzenelos. 15 Künstler aus Ungarn, Haus des Hostens, München
- 1997 • Magyar Szalon '97, Műcsarnok, Budapest.

## Művek közgyűjteményekben
Damjanich János Múzeum Szolnok • Kecskeméti Képtár, Kecskemét • KMG, Dunaszerdahely • Rippl-Rónai József Múzeum, Kaposvár • Szombathelyi Képtár, Szombathely.